# MC Miker G & DJ Sven
MC Miker G & DJ Sven foi uma dupla de hip hop dos Países Baixos. O duo, que era formado por Lucien Witteveen (MC Miker) e Sven van Veen (DJ Sven), tornou-se mundialmente famoso em 1986, quando eles lançaram o single "Holiday Rap". A música é uma versão remixada do hit "Holiday" de Madonna, com rap adicional e uma interpolação do refrão de "Summer Holiday" de Cliff Richard, produzido e mixado por Ben Liebrand.

## Biografia

### Primeiros anos
Lucien Witteveen (MC Miker) e Sven van Veen (DJ Sven) se conheceram em 1986 em uma discoteca em Hilversum. A discoteca, Club Baccara, e o DJ residente Martin van der Schagt tinham um home-studio onde ele gravou a versão demo do Holiday Rap usando os loops originais de Holiday da Madonna. Esta versão não estava disponível para lançamento comercial. Witteveen foi descoberto por Erik van Vliet da Hotsound Records, mas Frits van Swoll, gerente de A&R da Dureco, tirou a música de Erik, quando Frits ouviu a demo em uma estação de rádio local e abordou Ben Liebrand para produzí-la do zero. Seu single "Holiday Rap" logo se tornou um sucesso internacional, ocupando o primeiro lugar nas paradas de single em 34 países e alcançando o Top 10 em doze outros países. Foi nomeado pela MuchMusic como o pior vídeo de 1987. Com isso, o duo é considerado one hit wonder.

### Ascensão à fama e anos posteriores
Na Alemanha, "Holiday Rap" ficou no topo das paradas por cinco semanas em agosto e setembro. O single seguinte "Celebration Rap" (baseado no hit "Celebration" do Kool & the Gang e incluindo "We Are Family" de Sister Sledge) não repetiu esse sucesso, mas ainda assim chegou ao top 10 em aproximadamente 30 países. Os dois começaram uma turnê européia em grande escala em 1987. Após a separação, DJ Sven continuou a trabalhar em produções relacionadas à música, enquanto MC Miker G sofria de dependência de drogas e ficou sem-teto por vários anos.
Em 1988, Erik van Vliet do Hotsound os levou de volta e eles lançaram a música "And the Bite Goes On"; no entanto, este provou ser o lançamento final da dupla.
Em fevereiro de 2006, DJ Sven apareceu no programa da Channel Five "Now That's Embarrassing: The 80s". Seu recorde foi indicado logo atrás de "Men in Makeup" e Sinclair C5. Atualmente trabalha como DJ na Holanda e é co-apresentador do show diário Somertijd apresentado por Rob van Someren, de 2003 a 2014 na Radio Veronica, e desde 2015 na Radio 10. Em 2009, MC Miker G realizou apresentações maduras e pessoais canções de rap como 'Lions Den'.

### Vídeo viral de Little Superstar
Em 30 de julho de 2006, um pequeno clipe de um filme do sul da Índia da década de 1990 foi carregado no YouTube com o título "Little Superstar". Em outubro, o vídeo se tornou viral e acumulou 18.763.819 visualizações (em dezembro de 2015). O clipe apresentava um ator cômico do sul da Índia, King Kong, dançando ao som de "Holiday Rap"

## Discography
Singles
- 1986 - Celebration Rap
- 1986 - Holiday Rap
- 1986 - Play It Lou
- 1988 - And The Bite Goes On
- 1988 - Never Woke Up In Tears
- 1989 - This Dance Is Yours
- 1989 - House Full Of Jazz
- 1989 - Nights Over New York
- 1989 - Dedication
- 1991 - Holiday Rap [Remix]
- 1991 - That'll Do It
- 1994 - Let's Ride
- 1998 - Holiday Rap [New Radio Mix]
- 1998 - Holiday Rap [Long Summer Mix]
- 1998 - Holiday Rap [Hot Summer Dub]
- 1998 - Holiday Rap [Modern Bass Mix]
- 2002 - Holiday Rap 2002
- 2002 - Beef

### Desempenho nas Paradas Musicais
| Ano  | Single                   | Desempenho nas Paradas Musicais | Desempenho nas Paradas Musicais | Desempenho nas Paradas Musicais | Desempenho nas Paradas Musicais | Desempenho nas Paradas Musicais | Info                                  |
| Ano  | Single                   | Deutsche Albumcharts            | Ö3 Austria Top 40               | Schweizer Hitparade             | UK Music Charts                 | MegaCharts                      | Info                                  |
| ---- | ------------------------ | ------------------------------- | ------------------------------- | ------------------------------- | ------------------------------- | ------------------------------- | ------------------------------------- |
| 1986 | Holiday Rap              | 1                               | 2                               | 1                               | 6                               | 1                               |                                       |
| 1987 | Celebration Rap          | 30                              | 29                              | 28                              | 97                              | 8                               | Primeira publicação: 1986             |
| 1987 | Don’t Let the Music Stop | —                               | —                               | —                               | —                               | 33                              | apenas MC Miker G                     |
| 1989 | Nights over New York     | —                               | —                               | —                               | —                               |                                 |                                       |
| 1989 | Kom van dat dak af       | —                               | —                               | —                               | —                               | 20                              | Peter Koelewijn ft. Miker G e DJ Sven |
| 1990 | Show’m the Bass          | —                               | —                               | —                               | 92                              | 24                              | apenas MC Miker G                     |